# Volkswagen Golf Rallye G60
De Volkswagen Golf Rallye G60 (Golf II) is gebouwd als eerbetoon aan de rallyprestatie van Volkswagen. De auto wordt aangedreven door een 1800 cc 8v G60-motor met standaard 160 pk. Ook heeft de auto vierwielaandrijving om het vermogen op de weg te krijgen. Van deze Golf zijn er tussen 1989 en 1993 ongeveer 5000 gebouwd. Deze auto is te herkennen aan de uitgebouwde wielkasten en zijn jetta/corrado-achtige koplampen en grille. 
De snelste productie Golf II is de zeer zeldzame G60 Limited met een 16v G60-motor die 210 pk levert. Deze Golf accelereert van 0 naar 100 in zeven seconden, haalt 230 km/h en heeft synchro-vierwielaandrijving. Van deze auto zijn er voor zover bekend 71 deels met de hand door Volkswagen Motorsport gebouwd. Ze kwamen in 1989 beschikbaar en werden vooral verkocht aan leden van het management van Volkswagen en beroemde klanten, zoals Hugo Boss. De nieuwprijs was destijds 68.000 DM, wat hem niet alleen de snelste maar ook de duurste Golf van dat moment maakte. De auto heeft enkele specifieke kenmerken: een 16v G60-motor, een smalle bumper met grotere knipperlichten en het Volkswagen Motorsport-logo in de grille. De zwarte vijfdeurs wagen heeft standaard ABS en een stuurbekrachtiging; de grille heeft een blauwe rand en enkele koplampen, en onder de motorkap zit een metalen label met daarop "Limited Edition" en het nummer.